# Władysław Hunyady
Władysław Hunyady, węg. László Hunyadi (ur. w 1433, zm. 16 marca 1457 w Budzie) – węgierski arystokrata i dowódca wojskowy. Starszy syn Jana Hunyadyego i Erzsébet (Elżbiety) Szilágyi. Brat króla Węgier Macieja Korwina.
Od 1453 r. był banem Dalmacji i Chorwacji, członkiem delegacji domagającej się powrotu na Węgry króla Władysława Pogrobowca. W odwecie za nieudany zamach na swoje życie, zamordował Ulryka II, hrabiego Celje. Za tę zbrodnię został skazany na śmierć przez ścięcie. Wyrok wykonano 16 marca 1457.
Grobowiec Władysława Hunyadyego znajduje się w południowej nawie katedry Świętego Michała w Alba Julia.